# おとなりラジオ あらら…
『おとなりラジオ あらら…』は、信越放送（SBCラジオ）で2008年3月31日から2013年3月29日まで平日 14:05 - 16:00に生放送されていたラジオ番組。

## 概要
2008年春の改編で「わくわくわいど！アッパレ大通り」（11:25～15:00）に代わる午後のワイド番組としてスタート。前番組では男女二人のパーソナリティーが担当していたが、この番組は2013年の終了時まで女性アナウンサーが一人で担当した。

## 出演者
| 期間                    | 月・火     | 水         | 木・金     |
| ----------------------- | ---------- | ---------- | ---------- |
| 2008.03.31 - 2009.04.03 | 三島さやか | 三島さやか | 安斉由季   |
| 2009.04.06 - 2011.04.01 | 中澤佳子   | 安斉由季   | 安斉由季   |
| 2011.04.04 - 2012.03.30 | 中澤佳子   | 中澤佳子   | 小林万利子 |
| 2012.04.02 - 2012.09.28 | 中澤佳子   | 中澤佳子   | 久保田祥江 |
| 2012.10.01 - 2013.03.29 | 中澤佳子   | 中澤佳子   | 岸田奈緒美 |

## 放送内容
2013年3月現在
- 14:15～14:25 おとなりうぉーかー
- 14:50～14:55 作文きかせて！
- 15:20～15:30 あららトラベル
  - 金曜日「珈琲アラウンド・ザ・ワールド」[1]
- 15:40～15:45 腹ぺこ一番！
  - 月曜日「教えて遠藤さん」
  - 火曜日「酒呑みたいんや～」
  - 水曜日「ごちそうハンター」
  - 木曜日「信州いただきます♪」
  - 金曜日「あらら de お取り寄せ」